# 松阪牛肉まん本舗
松阪牛肉まん本舗（まつさかうしにくまんほんぽ）は、三重県松阪市に本社を構える松阪肉加工メーカーで鈴屋の牛まん、鈴屋の牛満月をブランドにしている。
日本で初めて松阪牛を中華まんに使用したことでも知られ、安心・安全を庶民的な価格で供給している。松阪牛の比率で各価格を決めるなど新しい試みがあることでも知られる。
鈴屋調理教室を月一回開かれ、複合的な経営でも知られている。工場直営店松阪鈴屋（まつさかすずや）がある。

## 主な商品
- 鈴屋の牛まん5ケ入（冷凍）（冷蔵）
- 鈴屋の牛まんミニ8ケ入（常温）
- 鈴屋の牛満月5ケ入（冷凍）（冷蔵）
- 鈴屋の肉んちょ
- 鈴屋の牛三味
- 鈴屋の匠まん（冷凍）
- 鈴屋のよもぎまん（冷凍）（冷蔵）
- 鈴屋のあんまん（冷凍）（冷蔵）
- 鈴屋のいばら万頭（こしあん）
- 鈴屋のいばら万頭（つぶあん）
- 鈴屋の佃煮、煮豆
- 鈴屋の麦芽飴

## 沿革
- 1875年 - 和菓子店「鈴屋」が創業される。
- 1991年 - 有限会社松阪牛肉まん本舗が設立される。
- 2003年 - 直営店（本店）松阪鈴屋を開設。
- 2005年 - 大阪天保山店（支店）を開設。

## 本社
- 三重県松阪市駅部田町448-3

## 松阪鈴屋
- 松阪鈴屋は松阪牛肉まん本舗の工場直営店である。本社工場に隣接されている。
- コンセプトは松阪肉の比率であり最上級松阪肉100%の商品から手頃な価格まで揃える。
- 松阪の観光案内など地元に密着するお店であることでも知られている。

### 鈴屋の牛まん直売
- 極、松、竹、梅の各ランク販売
- 牛満月５ケ入の販売
- あんまんの販売
- よもぎまんの販売
- 匠まんの販売

### イベント
- 全国有名百貨店において三重県の物産展に出店している。